# Glinka (nazwisko)
Glinka – nazwisko, które w Polsce nosi prawie 4 tys. osób.
Osoby noszące to nazwisko:
- Edward Janczewski-Glinka (ur. 1846, zm. 1918) – polski biolog
- Kazimierz Glinka-Janczewski (ur. 1794, zm. 1880) – polski leśnik
- Fiodor Glinka (ur. 1786, zm. 1880) – rosyjski poeta i publicysta
- Władysław Glinka (ur. 1864, zm. 1930) – polski ziemianin i działacz społeczno-polityczny
- Jan Glinka (ur. 1890, zm. 1963) – polski działacz społeczny
- Katarzyna Glinka (ur. 1977) – polska aktorka
- Marian Glinka (ur. 1943, zm. 2008) – polski aktor
- Michaił Glinka (ur. 1804, zm. 1857) – rosyjski kompozytor
- Mikołaj Glinka (ur. 1754, zm. 1825) – poseł na Sejm Czteroletni
- Siergiej Glinka (ur. 1776, zm. 1847) – rosyjski dziennikarz i pisarz nacjonalistyczny
- Waldemar Glinka (ur. 1968) – polski lekkoatleta długodystansowiec
- Małgorzata Glinka-Mogentale (ur. 1978) – polska siatkarka